# Йоганес Фібігер
Йоганнес Андреас Гріб Фібігер (дан. Johannes Andreas Grib Fibiger; 23 квітня 1867, Сількеборг, — 30 січня 1928, Копенгаген) — данський онколог, бактеріолог і патологоанатом.

## Біографія
Учень Р. Коха і Е. фон Берінга. У 1900-1905 роках — директор інституту клінічної бактеріології; з 1900 року — професор патології Копенгагенського університету.

## Роботи
Роботи Фібігер сприяли розвитку експериментальної онкології, зокрема дослідженню ролі канцерогенних речовин.

## Нобелівська премія
У 1912 році виявив у піддослідних пацюків пухлини шлунку, що виникали при згодовуванні їм тарганів, заражених личинками паразитичного хробака спіроптери (Нобелівська премія з фізіології або медицини, 1926).
Згодом специфічний канцерогенний вплив спіроптери не підтвердився.

## Твори
- Untersuchungen uber eine Nematode …, «Zeitschrift fur Krebsforschung», 1913, Bd 13, S. 217-80.